# Turmhügel Steinrab
Der Turmhügel Steinrab ist eine abgegangene mittelalterliche Niederungsburg vom Typus einer Turmhügelburg (Motte) an einem Hügelfuß in flachem Gelände im Flurbereich „Großfeld“ bei Steinrab, einem Ortsteil der Gemeinde Seeon-Seebruck im Landkreis Traunstein in Bayern. Die Anlage wird als Bodendenkmal unter der Aktennummer D-1-8040-0034 im Bayernatlas als „Turmhügel des hohen Mittelalters“ geführt. 
Von der ehemaligen Motte mit umlaufenden Graben ist noch der Turmhügel erhalten. 